# Geografía de Caldas
Aunque también posee territorio en la cordillera occidental, la mayor parte del territorio del departamento de Caldas se ubica sobre la cordillera central colombiana en uno de sus puntos más escarpados; su área es de las más pequeñas entre los departamentos colombianos, tan sólo 7.888 km² lo que la coloca en lugar 28.º de los 33, a pesar de esto su geografía es de las más variadas del país, su punto más alto es el nevado del Ruiz cuya cumbre se eleva a 5.321 metros sobre el nivel del mar, ciudades de climas templados y calurosas localidades sobre las orillas de los ríos Cauca y Magdalena, sus principales tributarios.
Limita al norte con el departamento de Antioquia, al oriente con los departamentos de Cundinamarca y Boyacá, al occidente con el departamento de Risaralda y al sur con Risaralda y el Tolima.

## Fisiología
El territorio de Caldas se encuentra sobre dos de las tres ramales en que se divide la Cordillera de los Andes en Colombia, la Cordillera Occidental, al costado occidental del río Cauca, cerca del 1% de la totalidad de la cadena montañosa atraviesa por el departamento y la Cordillera Central, entre los ríos Magdalena y Cauca, cerca del 5% de la totalidad de la cadena montañosa atraviesa Caldas, gran parte del territorio departamental se encuentra sobre esta cadena montañosa.[cita requerida]

### Cañones
- Cañón del Río Guarinó. (longitud(82km) -  profundidad(1400m) - tipo(húmedo-seco))[4]

Cañón de los Guácharos - Quebrada Santa Rosa. Filadelfia Caldas. (Longitud 7 kilómetros .- profundidad ( 1.200 m) tipo húmedo.

### Valles y llanuras
- Valle del río Risaralda.
- Valle del río Magdalena.

### Volcanes
- Nevado del Ruiz.
- Volcán El Escondido.
- Laguna de San Diego.
- Nevado el Cisne.
- Nevado de Santa Isabel.
- Volcán Romeral
- Faroles del Paraíso.
- Alto de Mellizos.

### Nevados
- Nevado del Ruiz. (Caldas y Tolima)
- Nevado el Cisne. (Caldas y Tolima)
- Nevado de Santa Isabel. (Caldas, Risaralda y Tolima)

## Hidrografía
La presencia de las cordilleras Occidental y Central determina la distribución de las corrientes de agua que drenan hacia las dos principales cuencas, la del río Magdalena, en el límite oriental, y la del Cauca en el occidental, alimentados por otros ríos también importantes en la región como los ríos La Miel, Samaná Sur, Arma, Risaralda y Guarinó, entre otros.

### Cuencas

#### Vertiente del Magdalena
- Cuenca del Río Samaná Sur: Su área en Caldas es de  45.632(Ha), la cuenca se encuentra compartida con Antioquia.
- Cuenca del Río La Miel:Su área es 116.410(Ha), la más grande del departamento con afluentes como los ríos Manso, Pensilvania, Tenerife y Moro.
- Cuenca Río Guarinó:Su área en Caldas es de 62.828(Ha), también baña al departamento del Tolima, tiene como afluentes a los ríos Santo Domingo y otros.
- Afluentes directos al Magdalena:Con un área de 98.182(Ha) son los ríos que desembocan directamente en el río Magdalena, estos ríos son el Doña Juana, Pernio y Pintona.

#### Vertiente del Cauca
- Cuenca del Río Chinchiná:Su área es de 116.214(Ha) con afluentes como los ríos Molinos, Claro y Guacaica, sin contar la gran cantidad de quebradas que desembocan y pertenecen a esta cuenca.
- Cuenca del Río Risaralda:Su área en Caldas es de 51.634(Ha) también pertenece al departamento del Risaralda.
- Cuenca del Río Arma:Pertenece a los departamentos de Antioquia y Caldas, con un área en este último de 47.887(Ha) con afluentes como el Río San Félix y variedad de quebradas.
- Cuenca del Río Pácora:Su área es de 25.705(Ha).
- Cuenca del Río Supía:Su cuenca en Caldas es de 35.242(Ha) uno de sus ríos es el Arquía.
- Cuenca Ríos Pozo - Maiba:Con un área de 65.587(Ha) es compuesta por dos ríos principales, Pozo y Maiba y sus afluentes, los ríos Chamberí, Pocito y San Lorenzo.
- Cuenca Ríos Tapias - Tareas:Su área es de 46.001(Ha) los ya mencionados son sus ríos principales con muchas quebradas como afluentes.
- Cuenca Ríos Campoalegre - San Francisco:Su área en Caldas es de 12.605(Ha) compartida con el departamento del Risaralda donde nacen ambos ríos.
- Afluentes directos al Cauca:Con un área de 26.624(Ha) esta más que todo compuesto por quebradas o riachuelos.

### Espejos de Agua

#### Lagos y lagunas
- Laguna Negra.
- Laguna de San Diego.
- Charca de Guarinocito.

#### Embalses y represas
- Embalse Amani ( Central Hidroeléctrica Miel I )
- Embalse San Francisco.
- Embalse Cameguadua.

### Caídas de agua
- Las Nereidas (altura aproximada(180m)-Tipo(salto))[5]

### Aguas termales
El territorio que comprende el municipio de Villamaria, es rico hídricamente en especial de aguas termales, debido a que en inmediaciones de este territorio se encuentra el Nevado del Ruiz, siendo una región óptima para el provecho de este recurso, se encuentran diferentes establecimientos distribuidos por la zona.